# Liste der Bodendenkmäler in Kleinostheim
Auf dieser Seite sind die Bodendenkmäler in der unterfränkischen Gemeinde Kleinostheim zusammengestellt. Diese Tabelle ist eine Teilliste der Liste der Bodendenkmäler in Bayern. Grundlage ist die Bayerische Denkmalliste, die auf Basis des Bayerischen Denkmalschutzgesetzes vom 1. Oktober 1973 erstmals erstellt wurde und seither durch das Bayerische Landesamt für Denkmalpflege geführt wird. Die folgenden Angaben ersetzen nicht die rechtsverbindliche Auskunft der Denkmalschutzbehörde.

## Bodendenkmäler in Kleinostheim
| Lage       | Objekt | Akten-Nr.     | Bild |
| ---------- | --- | ------------- | ---- |
| (Standort) | Abschnittsbefestigung vor- und frühgeschichtlicher Zeitstellung. | D-6-5920-0084 |      |
| (Standort) | Bestattungsplatz mit Gräbern der jüngeren Latènezeit. | D-6-5920-0088 |      |
| (Standort) | Archäologische Befunde im Bereich der frühneuzeitlichen ehemaligen katholischen Pfarrkirche von Kleinostheim mit mittelalterlicher Hubertuskapelle als Vorgängerbau sowie Bestattungen im Kircheninneren. | D-6-5920-0130 |      |
| (Standort) | Archäologische Befunde der mittelalterlichen Mutterkirche auf dem Feld im Bereich des alten Friedhofes in Kleinostheim.                                                                                   | D-6-5920-0131 |      |
| (Standort) | Archäologische Befunde im Bereich der frühneuzeitlichen ehemaligen Synagoge von Kleinostheim. | D-6-5920-0132 |      |